# Liturgia di san Giacomo
La liturgia di san Giacomo (o divina liturgia di Giacomo di Gerusalemme, o liturgia di Gerusalemme) è la più antica e completa variante orientale di divina liturgia ancora in uso nelle comunità cristiane.

## Composizione
Secondo ciò che implicano le Catechesi mistagogiche di san Cirillo di Gerusalemme, essa si basa sulle tradizioni rituali della primitiva Chiesa di Gerusalemme.
La liturgia è tradizionalmente associata al nome di Giacomo il Giusto, considerato il primo vescovo della Chiesa di Gerusalemme. La sua data di formazione è dibattuta: alcuni autori propongono un'epoca precoce, intorno all'anno 60, vicino alla composizione della Lettera ai Romani di Paolo di Tarso; la maggior parte degli studiosi propone il IV secolo, essendo questa anafora sviluppata a partire da un'antica versione egiziana della famiglia di anafore di Basilio, integrata con l'anafora descritta nei Catechismi da Cirillo di Gerusalemme.
Il più antico manoscritto che ne riporta il testo è un codice del IX secolo, Vaticanus graecus 2282, che era utilizzato a Damasco, nella diocesi di Antiochia di Siria.

## Uso
Avendo fornito la base storica per il rito antiocheno, è ancora la principale liturgia in uso:
- nella Chiesa ortodossa siriaca e nella Chiesa cattolica siriaca (in siriaco);
- nella Chiesa ortodossa siriaca del Malankara (in lingua inglese, malayālaṃ, kannaḍa, tamil, telugu e hindī).
- nella Chiesa cattolica siro-malankarese (in lingua inglese, malayālaṃ, kannaḍa, tamil, telugu e hindī).

Occasionalmente è utilizzato dalla Chiesa ortodossa e dalla Chiesa cattolica greco-melchita. Nella Chiesa ortodossa, questa liturgia è celebrata nel giorno di commemorazione di san Giacomo (23 ottobre del calendario ortodosso) e nella prima domenica successiva al Natale; inoltre, è celebrata quotidianamente a Gerusalemme.
Si tratta di una liturgia lunga, che richiede ore per essere completata.